# Giacomo Sereni
Giacomo Sereni (Padova, 21 aprile 1984) è un cestista italiano.
Ala grande di 198 cm, ha vinto due campionati italiani con la Pallacanestro Treviso. È fratello di Matteo Sereni (ex portiere di calcio).

## Carriera

### Club
Dopo 13 convocazioni nella massima serie con Treviso, ha vissuto gran parte della sua carriera in B d'Eccellenza e A Dilettanti. Dopo aver diviso la stagione 2011-2012 tra Reggio Calabria e Lucca, nel 2012-13 passa al Cus Messina, in Divisione Nazionale C.
Nel 2013-14 è ingaggiato dalla Planet Catanzaro. È stato confermato dopo il ripescaggio in Serie B.
Nel campionato 2018-19, approda da capitano all'Olimpia Basket Matera, per disputare la Serie B - Girone D.
Nel 2020-2021 gioca in Serie C Gold-Memorial Fathallah con la maglia della Mastria Catanzaro.
Nel 2022 si accasa alla Virtus Murano in serie C Gold in Veneto.

### Nazionale
È stato anche convocato nell'Italia under 18, con cui ha preso parte al Challenge Round dell'Europeo 2002, e nell'Italia under 20, con cui ha disputato le qualificazioni all'Europeo 2004.

## Statistiche

### Presenze e punti nei club
Statistiche aggiornate al 23 giugno 2011
| Stagione        | Squadra                  | Competizione | Partite | Partite | Partite | Statistiche tiro | Statistiche tiro | Statistiche tiro | Altre statistiche | Altre statistiche | Altre statistiche | Altre statistiche | Altre statistiche |
| Stagione        | Squadra                  | Competizione | Pres.   | Titol.  | Minuti  | Tiri da 2        | Tiri da 3        | Liberi           | Rimb.             | Assist            | Rubate            | Stopp.            | Punti             |
| --------------- | ------------------------ | ------------ | ------- | ------- | ------- | ---------------- | ---------------- | ---------------- | ----------------- | ----------------- | ----------------- | ----------------- | ----------------- |
| 2001-2002       | Benetton Treviso         | Serie A      | 3       | 0       | 6       | 1/1              | 0                | 1/4              | 1                 | 0                 | 0                 | 0                 | 3                 |
| 2002-2003       | Benetton Treviso         | Serie A      | 3       | 0       | 9       | 0/1              | 0/3              | 0                | 1                 | 0                 | 0                 | 0                 | 0                 |
| 2005-2006       | Cartiere Riva del Garda  | Serie B1     | 28      | 4       | 482     | 62/104           | 12/41            | 21/38            | 83                | 11                | 36                | 7                 | 181               |
| 2006-2007       | Umana Venezia            | Serie B1     | 30      | 0       | 423     | 57/105           | 3/10             | 23/43            | 97                | 23                | 17                | 5                 | 146               |
| 2007-2008       | Confcommercio Patti      | Serie B1     | 26      | 0       | 505     | 42/81            | 11/37            | 25/42            | 109               | 12                | 31                | 13                | 142               |
| 2008-2009       | Igea Barcellona          | Serie A dil  | 25      | 5       | 436     | 35/63            | 1/15             | 27/38            | 106               | 21                | 37                | 5                 | 100               |
| 2009-2010       | Ascom Patti              | Serie B dil  | 30      | 25      | 957     | 97/159           | 11/51            | 16/68            | 178               | 24                | 60                | 17                | 273               |
| 2010-2011       | Ascom Patti              | Serie A dil  | 29      | 23      | 810     | 61/136           | 13/53            | 40/50            | 147               | 17                | 47                | 4                 | 201               |
| '11-gen. '12    | Liomatic Reggio Calabria | DNB          | 18      | 14      | 420     | 58/98            | 3/13             | 30/46            | 105               | 10                | 14                | 9                 | 155               |
| gen. '12-'12    | ArcAnthea Lucca          | DNB          | 13      | 7       | 314     | 31/62            | 0/9              | 17/26            | 72                | 12                | 21                | 3                 | 79                |
| 2012-2013       | CUS Messina              | DNC          | 20      | 17      | 692     | 109/167          | 7/22             | 45/64            | 160               | 12                | 42                | 9                 | 284               |
| 2013-2014       | Planet Basket Catanzaro  | DNC          | 26      |         | 842     | 118/210          | 6/26             | 47/70            | 200               | 29                |                   |                   | 301               |
| Totale carriera |                          |              |         |         |         |                  |                  |                  |                   |                   |                   |                   |                   |

## Palmarès
- Campionato italiano: 2
Pall. Treviso: 2001-02, 2002-03
- Supercoppa italiana: 1
Pall. Treviso: 2002
- Serie B Dilettanti: 2
S&T Patti: 2009-10; Pall. Lucca: 2011-12
- Divisione Nazionale C: 1
CUS Messina 2012-13